# Miguel Cotto
Miguel Angel Cotto (ur. 29 października 1980 w Caguas) – portorykański bokser, były mistrz świata organizacji WBC i The Ring wagi średniej (do 160 funtów), były mistrz świata organizacji WBA w kategorii lekkośredniej (do 154 funtów), były zawodowy mistrz świata organizacji WBO i WBA w kategorii półśredniej (do 147 funtów), były zawodowy mistrz świata WBO kategorii junior półśredniej (do 140 funtów). W swojej karierze pokonał 20 zawodników o tytuł mistrza świata.

## Kariera amatorska
W 1998 zdobył srebrny medal w kategorii lekkiej na Mistrzostwach Świata Juniorów w Argentynie. W 2000 reprezentował Portoryko na Igrzyskach Olimpijskich w Sydney, odpadł jednak z rywalizacji już po pierwszej walce.

## Kariera zawodowa

### Początki
Cotto zaczął walczyć zawodowo w 2001 w kategorii junior półśredniej. Pokonał wtedy kilku renomowanych pięściarzy, takich jak Cesar Bazan (były mistrz świata WBC w kategorii lekkiej), Demetrio Ceballos, czy późniejsi mistrzowie świata – Carlos Maussa (WBA) i Lovemore N’dou (IBF).

### Tytuł mistrza świata WBO w kategorii junior półśredniej
11 września 2004 zdobył wakujący tytuł mistrza świata organizacji WBO, pokonując przez techniczny nokaut w szóstej rundzie Brazylijczyka Kelsona Pinto. W grudniu tego samego roku pierwszy raz obronił swój tytuł, zwyciężając, także w szóstej rundzie, byłego mistrza świata WBO i WBA, Randalla Baileya.
W 2005 stoczył trzy zwycięskie pojedynki, wszystkie zakończone przed czasem. W lutym pokonał byłego mistrza WBO, DeMarcusa Corleya (TKO w piątej rundzie, wcześniej Corley był cztery razy liczony). Cztery miesiące później zwyciężył złotego medalistę olimpijskiego z 2000, Muhammada Abdullayeva (TKO w dziewiątej rundzie; obaj bokserzy walczyli ze sobą jako amatorzy właśnie na olimpiadzie w Sydney, tamten pojedynek wygrał Uzbek), a we wrześniu znokautował w siódmej rundzie późniejszego mistrza świata tej samej organizacji, Ricardo Torresa (cztery razy na deskach).
W 2006 jeszcze dwa razy obronił swój pas mistrzowski – w marcu pokonał przez techniczny nokaut Gianlucę Branco (Włoch zrezygnował z walki w ósmej rundzie), a w czerwcu zwyciężył na punkty w pojedynku z Paulem Malignaggim.

### Tytuł mistrza świata WBA w kategorii półśredniej

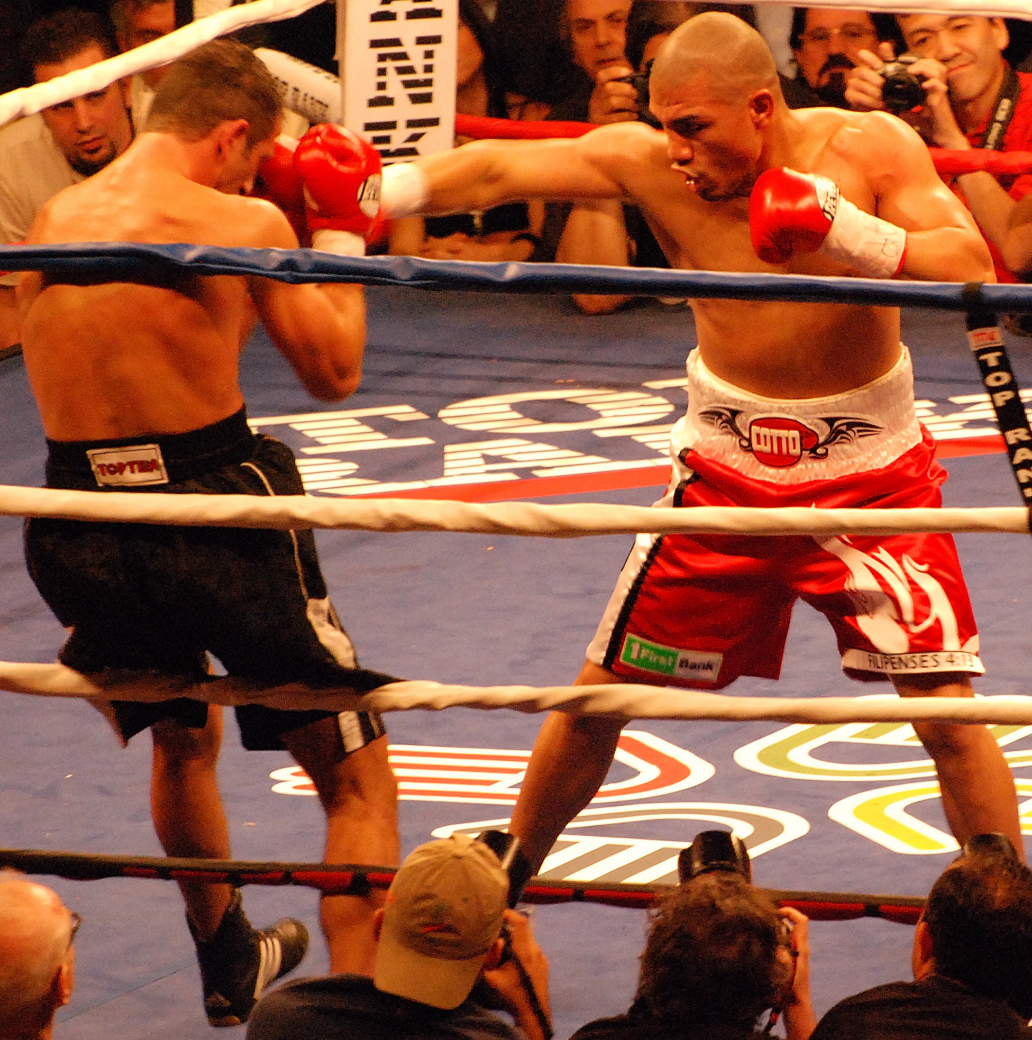
Pojedynek z Oktayem Urkalem

Po tej walce zdecydował się zmienić kategorię wagową na wyższą. 2 grudnia 2006 stoczył zwycięską walkę o wakujący tytuł mistrza świata organizacji WBA w kategorii półśredniej z niepokonanym wcześniej Carlosem Quintaną. Quintana w piątej rundzie dwa razy leżał na deskach i mimo nalegań swojego trenera odmówił wyjścia do walki po przerwie między rundami.
W marcu 2007 wygrał z Oktayem Urkalem. W piątej rundzie Portorykańczyk doznał rozcięcia łuku brwiowego po uderzeniu głową. Niemcowi sędzia odebrał po jednym punkcie w siódmej i jedenastej rundzie, właśnie za uderzenia głową. Po drugim odjęciu punktu trener Urkala rzucił na ring ręcznik poddając walkę. Później tłumaczył, że zrobił to w proteście przeciwko nieuczciwemu, jego zdaniem, sędziowaniu.
W swojej drugiej obronie, która odbyła się 9 czerwca 2007 roku, zmierzył się z Zabem Judahem, byłym niekwestionowanym mistrzem świata w kategorii półśredniej. Portorykańczyk wygrał przez techniczny nokaut w jedenastej rundzie. 10 listopada 2007 pokonał przez jednogłośną decyzję sędziów byłego mistrza świata w trzech różnych kategoriach wagowych, Shane’a Mosleya.
14 kwietnia 2008 pokonał Alfonso Gómeza – lekarz w przerwie między 5 i 6 rundą zabronił Meksykaninowi kontynuowania walki po tym jak kilka razy leżał na deskach. Tytuł stracił w swojej piątej obronie, przegrywając przez techniczny nokaut w jedenastej rundzie z Antonio Margarito.

### Tytuł mistrza świata WBO w kategorii półśredniej
Cotto na ring powrócił 21 lutego 2009 roku, pokonując przez techniczny nokaut w piątej rundzie w walce o wakujący tytuł mistrza świata federacji WBO Michaela Jenningsa. 13 czerwca tego samego roku zmierzył się z Joshuą Clotteyem. Początkowo miała to być walka unifikacyjna, jednak Federacja IBF na dwa miesiące przed pojedynkiem odebrała Clotteyowi tytuł mistrza świata, ponieważ odmówił walki z oficjalnym pretendentem do tytułu, Isaakiem Hlatshwayo. Walka zakończyła się zwycięstwem Portorykańczyka niejednogłośną decyzją sędziów w stosunku 115-112, 116-111 dla Cotto i 114-113 dla Clotteya. Clottey już w pierwszej rundzie leżał na deskach, jednak w rundzie trzeciej Cotto po przypadkowym zderzeniu głowami doznał mocnego rozcięcia skóry nad lewym okiem, które do końca pojedynku mocno krwawiło. Tytuł mistrza świata stracił 14 listopada 2009 roku, przegrywając przez techniczny nokaut w ostatniej, dwunastej rundzie z Mannym Pacquiao. Wcześniej Cotto dwukrotnie był liczony (w trzeciej i czwartej rundzie).

## Tytuł mistrza świata WBA w kategorii lekkośredniej

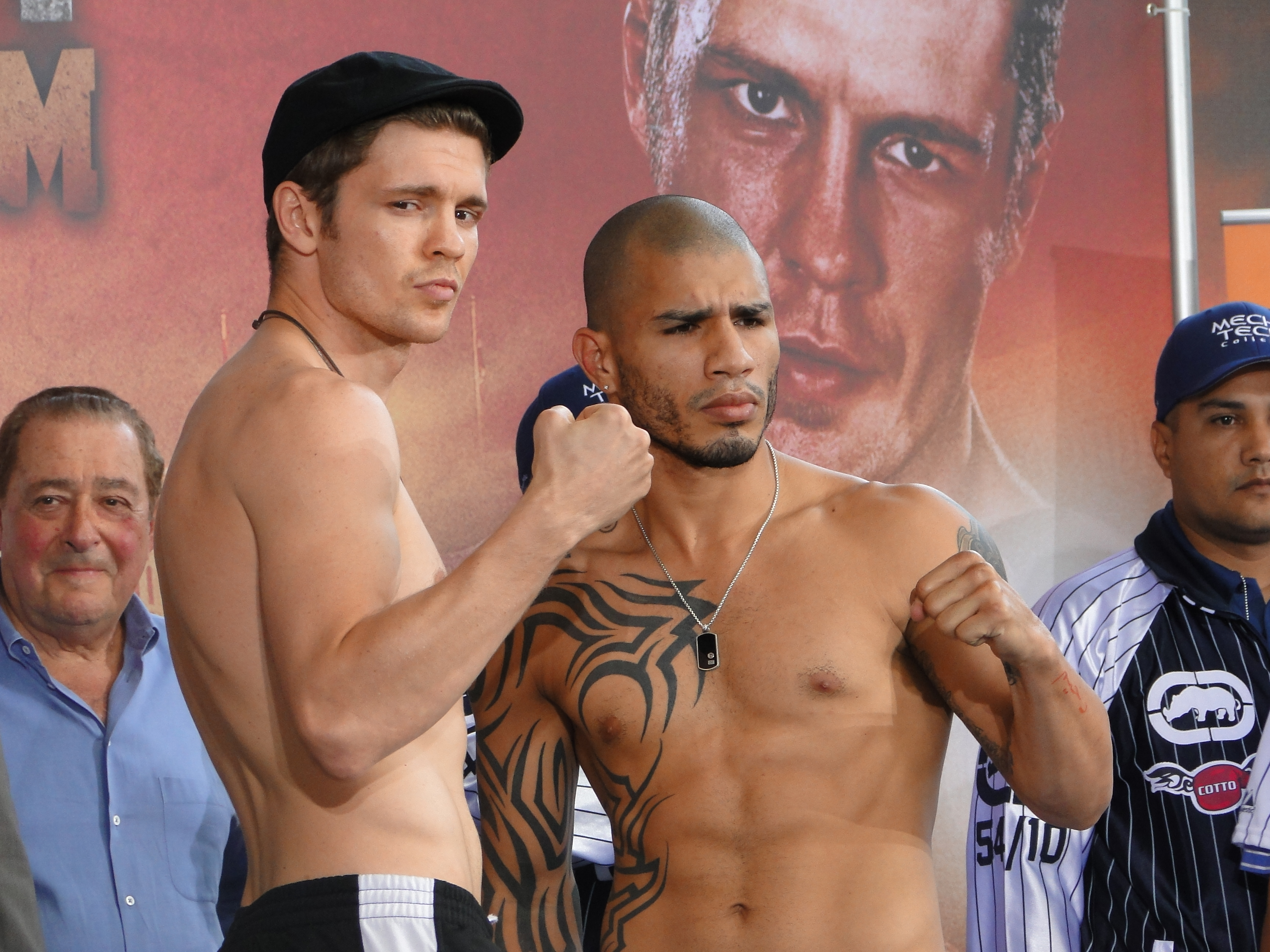
Jurij Forman i Miguel Cotto

5 czerwca 2010 zmierzył się z mistrzem WBA w kategorii lekkośredniej, Jurijem Formanem. W siódmej rundzie Foreman poślizgnął się na mokrym ringu, w wyniku czego odnowiła mu się kontuzja kolana. Mimo bólu kontynuował walkę, wyraźnie utykając na prawą nogę. W tej samej rundzie Foreman jeszcze raz poślizgnął się i upadł, a w rundzie ósmej trener Amerykanina wrzucił ręcznik na ring uznając, że Cotto ma zbyt dużą przewagę. Ludzie uznając walkę za zakończoną zaczęli wchodzić do ringu. Sędzia spytał się jednak Foremana, czy chce kontynuować pojedynek, a następnie wyrzucił wszystkich z ringu i wznowił walkę. W dziewiątej rundzie z uwagi na kontuzję Foremana i wynikającą z tego faktu znaczną przewagę Cotto sędzia przerwał jednak pojedynek.
12 marca 2011 roku Miguel Cotto zmierzył się z pięściarzem z Nikaragui Ricardo Mayorgą, którego pokonał w dwunastej rundzie przez techniczny nokaut. W ostatniej rundzie Cotto posłał rywala na deski, ten zdołał się podnieść przed końcem liczenia, ale chwile później poddał się, zgłaszając kontuzję ręki. 3 grudnia 2011 w swojej kolejnej obronie zmierzył się ponownie z Antonio Margarito, którego pokonał przez techniczny nokaut w dziesiątej rundzie udanie rewanżując się meksykaninowi za porażkę sprzed trzech lat, do momentu przerwania walki Cotto wyraźnie prowadził na punkty.

## Tytuł mistrza świata WBC w kategorii  średniej
7 czerwca 2014 Miguel Cotto w hali Madison Square Garden zmierzył się w pojedynku z Argentyńczykiem Sergio Martínezem o tytuł mistrza świata federacji WBC w wadze średniej. Przed walką faworytem bukmacherów był sporo większy od swojego rywala Martinez, jednak już w pierwszej rundzie walki broniący tytułu Argentyńczyk wylądował trzy razy na deskach. Cotto przez całą walkę bardzo mocno obijał przeciwnika i w dziesiątej rundzie sędzia postanowił przerwać walkę, co sprawiło, że Portorykańczyk wygrał walkę przez techniczny nokaut i został mistrzem świata federacji WBC i posiadaczem prestiżowego pasa magazynu The Ring wagi średniej.
6 czerwca 2014 w nowojorskim Brooklynie wygrał przez techniczny nokaut w czwartej rundzie z australijskim, byłym championem Danielem Geale’em (31-4, 16 KO).  Broniąc po raz pierwszy tytuł mistrza świata wagi średniej federacji WBC.
2 grudnia 2017 w nowojorskim Madison Square Garden, w ostatniej walce przegrał jednogłośnie na punkty 115-113, 116-112 i 115-113 z Sadamem Alegim (26-1, 14 KO), tracąc tytuł mistrza WBO wagi junior średniej.